# Fleurie
Fleurie es una comuna francesa situada en el departamento del Ródano, de la región de Auvernia-Ródano-Alpes.

## Demografía
| 1 468 | 1 416 | 1 256 | 1 151 | 1 105 | 1 190 | 1 228 | 1 248 |
| Para los censos de 1962 a 1999 la población legal corresponde a la población sin duplicidades (Fuente: INSEE [Consultar]) |       |       |       |       |       |       |       |

## Personas relacionadas
- Désiré Charnay (1828-1915), antropólogo.